# Hikmat asz-Szihabi
Hikmat asz-Szihabi (ur. 1931 w al-Bab, zm. 5 marca 2013 w Kalifornii) – syryjski wojskowy, szef sztabu syryjskich sił zbrojnych w latach 1974-1998.

## Życiorys
Pochodził z prowincji Aleppo, z rodziny sunnickiej. Ukończył studia w Akademii Wojskowej w Hims, po czym rozpoczął służbę w syryjskich siłach powietrznych. Przeszedł dodatkowe szkolenie w Stanach Zjednoczonych, po czym wrócił do Syrii i wstąpił do partii Baas.
Zaprzyjaźniony z Hafizem al-Asadem, w 1970 ministrem obrony Syrii, odegrał znaczącą rolę w działaniach armii syryjskiej podczas wydarzeń Czarnego Września w Jordanii. Hafiz al-Asad sprzeciwił się wówczas interwencji Syrii po stronie palestyńskich formacji zbrojnych, walczących z armią jordańską, którą nakazał kierujący partią Baas Salah Dżadid. W rezultacie wojska pancerne skierowane do Jordanii nie otrzymały wsparcia lotnictwa i zostały pokonane. W listopadzie tego samego roku al-Asad dokonał zamachu stanu, po którym objął pełnię władzy w kraju. Po tym wydarzeniu asz-Szihabi otrzymał stanowiska zastępcy szefa sztabu Jusufa Szakkura oraz szefa Wywiadu Wojskowego. Brał udział w planowaniu wspólnej z Egiptem wojny przeciwko Izraelowi w 1973 jako członek połączonego dowództwa obydwu armii. Rok później objął stanowisko szefa sztabu syryjskich sił zbrojnych. Jako drugi po Mustafie Talasie został awansowany na stopień imada, wyróżniający go spośród innych generałów majorów, niższy jedynie od stopnia noszonego przez al-Asada.
Asz-Szihabi brał udział w rozmowach między Falangami Libańskimi a Organizacją Wyzwolenia Palestyny, nie zdołał jednak przekonać Palestyńczyków do zaprzestania dokonywania aktów przemocy w Libanie. W 1976 w imieniu rządu syryjskiego obiecał rządowi Libanu pomoc w planowanym usunięciu zbrojnych organizacji palestyńskich z kraju. Dwa lata później, po podpisaniu przez prezydenta Egiptu Anwara as-Sadata porozumienia pokojowego z Izraelem, podróżował do Moskwy w celu uzyskania większego wsparcia wojskowego ZSRR dla Syrii.
Do 1983 asz-Szihabi nie angażował się w bieżącą politykę Syrii, ograniczając się wyłącznie do zagadnień ściśle wojskowych. W wymienionym roku został powołany do sześcioosobowej rady, która miała zarządzać krajem podczas choroby prezydenta, autorytarnie rządzącego krajem Hafiza al-Asada. Rok później odmówił Rifatowi al-Asadowi poparcia, gdy ten próbował drogą zamachu stanu odsunąć brata od władzy. W latach 1994–1995 brał udział w zakończonych niepowodzeniem rozmowach pokojowych między Syrią a Izraelem. Zasiadał w Przywództwie Regionalnym syryjskiej Partii Baas.
W 1998 Hafiz al-Asad usunął go ze stanowiska szefa sztabu wojsk syryjskich podczas szerszej wymiany kadr, przygotowującej objęcie władzy przez syna prezydenta, Baszszara al-Asada. Na stanowisku zastąpił go alawita Ali Aslan. Jako oficjalną przyczynę zmiany podano osiągnięcie przez asz-Szihabiego wieku emerytalnego, faktycznie jednak o dymisji generała przesądziło przekonanie al-Asada, że nie chciałby on zgodzić się na przekazanie w ręce jego syna kontroli nad armią. Po odejściu z armii asz-Szihabi zajmował się działalnością biznesową, a jednym z jego partnerów w interesach był libański premier Rafik al-Hariri.  W 2000, być może w związku z pogłoskami o planowanym postawieniu mu zarzutów korupcji, asz-Szihabi wyjechał z Syrii i udał się do Stanów Zjednoczonych. Zmarł w 2013.